# Campursari (Sidorejo)
Campursari is een bestuurslaag in het regentschap Magetan van de provincie Oost-Java, Indonesië. Campursari telt 2067 inwoners (volkstelling 2010).